# 170 (număr)
170 (o sută șaptezeci) este numărul natural care urmează după 169 și precede pe 171.

## În matematică
- Este cel mai mic număr n pentru care valorile funcțiilor φ(n) și σ(n) sunt ambele pătrate (64 și respectiv 324).
- Este un număr nontotient, deoarece ecuația φ(x) = {\displaystyle 170} nu are soluții.[2]
- Este un număr noncototient, deoarece ecuația x - φ(x) = {\displaystyle 170} nu are soluții.[3]
- Este un număr sfenic, fiind produsul a fix trei prime: 170 =	2 × 5 × 17.
- Este un număr repdigit în bazele de numerație 4 (2222), 16 (AA), și 33, 84 și 169. În sistemul binar, este notat 10101010.
- Rezultatul factorialului său este cel mai mare factorial care este afișat de către calculatorul Google: 170! = 7.25741562 × 10306. Rezultatul pentru 171! este o infinitate.

## În știință

### Astronomie
- NGC 170,  o galaxie lenticulară situată în constelația Balena.
- 170 Maria, o planetă minoră, un asteroid din centura principală.
- 170P/Christensen, o cometă descoperită de Eric J. Christensen.

## Alte domenii
170 se mai poate referi la:
- Anii 170